# Silvie cu cap negru
Silvia cu capul negru (Sylvia atricapilla) numită și  privighetoare cu cap negru este o pasăre migratoare din familia silviidelor, ordinul paseriformelor, răspândită în aproape toată Europa, vestul Siberiei, Turcia, Palestina, Africa de Nord. Este o specie migratoare în zonele reci din centrul, estul și nordul Europei și sedentară în vestul și sudul continentului european. Sunt descrise 5 subspecii: Sylvia atricapilla atricapilla, Sylvia atricapilla gularis, Sylvia atricapilla heineken, Sylvia atricapilla pauluccii și Sylvia atricapilla dammholzi. În România și Republica Moldova cuibărește subspecia Sylvia atricapilla atricapilla, care este migratoare, fiind un oaspete de vară, care iernează în Africa, la nord de ecuator. Populația cuibăritoare estimată în România este de 2.150.000-4.300.000 de perechi, cea mai mare populație găsindu-se în Rusia. Trăiește în pădurile de șes și de munte, mai ales în pădurile de foioase sau plantațiile de conifere cu subarboret bogat, fâșii forestiere de protecție, câmpuri agricole cu sectoare de tufărișuri și terenuri accidentate necultivate, parcuri, livezi sau grădini bogate în copaci și tufișuri. Este o pasăre mică, având o lungime de 15 cm, cât vrabia, și o greutate de 15-21 grame. Longevitatea maximă înregistrată în natură este de 13 ani și 8 luni. Are corpul alungit și zvelt. La masculul adult partea superioară a capului (creștetul) este neagră lucioasă până la nivelul ochilor; partea superioară a corpului este brun-cenușie; capul lateral ca și partea inferioară sunt cenușii-deschis; gâtul este albicios. La femela adultă partea superioară a capului este brun-roșcată; ceafa brună ca și restul părții superioare. Sexele pot fi ușor identificată după "căciulița" neagră de pe cap a masculului și cea brunie a femelei. Silvia cu cap negru are ciocul subțire, ascuțit, cu baza turtită, picioarele relativ puternice și irisul roșu-brun. Este o specie omnivoră, în perioada reproducerii este preponderent insectivoră, toamna și iarna frugivoră (consumă pomușoare și fructe). În timpul sezonului de cuibărit, consumă muște, omizi, efemeroptere, libelule, molii, gândaci și păienjeni, toate aceste fiind culese din etajele inferioare și medii ale tufișurilor pădurilor, în principal de pe frunze și ramuri sau chiar sunt capturate în zbor. Spre toamnă, când puii sunt mari, începe să se hrănească și cu semințe și fructe, mai ales cu fructe de boz (Sambucus ebulus). Iarna este un vizitator frecvent la hrănitoarele artificiale făcute de oameni. Atinge maturitatea sexuală la un an de zile. La începutul sezonului de reproducere masculul începe să construiască mai multe cuiburi, dintre care femela alege unul în care depune ponta. Cuibul ales este finalizat de ambii parteneri. El este așezat într-un tufiș sau arbust, în copaci mici sau în vegetație deasă, cele mai preferate de specie fiind tufele de ferigă, excepțional cuibul este amplasat pe sol. Cuibul are formă de cupă, dimensiuni mici, construit din iarbă uscată, rămurele, rădăcini, puțină lână, puf și mușchi, marginea fiind întărită prin împletirea unor ramuri; este căptușit în interior cu tulpini fine de ierburi, rădăcini și păr. Femela depune obișnuit la sfârșitul lunii mai, rareori mai devreme, o pontă formată din 2-7 ouă (de obicei 5) fusiforme, netede, lucioase, albe sau maroniu-ruginiu cu tentă oliv sau roz, rareori nepătate, mai frecvent cu pete cenușii având centrul mai întunecat; ouăle au o dimensiunea de 19,7×14,7 mm. Incubația durează între 10 și 16 zile (obișnuit 12-14 zile). Clocitul începe după depunerea a 2-3 ouă și este asigurat de ambele sexe. Are loc o clocire, mai rar două, pe an. Puii sunt nidicoli, golași, și sunt îngrijiți și hrăniți de ambii părinți; ei au culoarea gâtlejului roz mat, cu două pete lungi, ovale, maro deschis la baza limbii; umflătura marginală a ciocului este albă murdar. Ei pot zbura de la cuib după 10-15 zile de la eclozare și sunt îngrijiți încă 2-3 săptămâni. Silvia cu capul negru apare primăvara, în aprilie, mai întâi masculii, apoi femelele. Sosirea masculilor poate fi ușor depistată după cântecul lor răsunător și prelung ce se aude din vegetația arboricolă sau arbustivă. De obicei cântă dintr-un loc ascuns. Cântecul asemănător cu al silviei de zăvoi, este emis din ascunzișul ramurilor și nu în timpul zborului, începe cu un gângurit clipocit și devine clar și puternic, cu fluierături melancolice, având fraze lungi ce se termină cu sunete din ce în ce mai înalte. Strigăt de contact este scurt și puternic, "tec", iar strigătul de alarmă constă dintr-o serie de note puternice, joase și rapide, ca un plescăit de limbă, "tcec-tcec-tcec...". Este o pasăre folositoare, hrănindu-se în perioada caldă a anului cu un număr impresionant de nevertebrate fitofage dăunătoare copacilor.

## Taxonomie
Variația geografică este foarte mică și în principal clinală, iar granițele între subspecii sunt slab pronunțate; subspecia nominată atricapilla intergradează cu subspecia dammholzi în Turcia, Crimeea și nord-vestul Caucazului, iar subspeciile heineken și pauluccii intergradează într-o mare măsură în Spania și nord-vestul Africii. Subspecia propusă riphaea (din sud-estul Uralilor, vestul Rusiei) este sinonimizată cu cea nominată, subspecia koenigi (din Majorca) cu pauluccii, subspecia obscura (din Madeira) cu heineken și subspecia atlantis (din Azore) cu gularis.
Cinci subspecii sunt recunoscute:
- Sylvia atricapilla atricapilla (Linnaeus, 1758) - cuibărește în vestul Europei (la sud până în Pirinei și nordul Italiei), la est până în sud-vestul Siberiei, la sud până în centrul Turciei, Levant (rar) și sud-vestul Rusiei; iernează în vestul și sudul Europei și nord-vestul, vestul și estul Africii.
- Sylvia atricapilla gularis Alexander, 1898 - în Azore și insulele Capului Verde.
- Sylvia atricapilla heineken (Jardine, 1830) - în vestul și sudul Peninsulei Iberice, Madeira și Insulele Canare, și nord-vestul Africii în Maroc, la est probabil până în nord-vestul Algeriei.
- Sylvia atricapilla pauluccii Arrigoni, 1902 - în estul Spaniei, Insulele Baleare, Corsica, Sardinia, centrul și sudul Italiei (inclusiv în Sicilia), și probabil în nord-estul Algeriei și Tunisia.
- Sylvia atricapilla dammholzi Stresemann, 1928 - cuibărește în nord-estul Turciei, Caucaz și sudul regiunii Mării Caspice; iernează în estul Africii subsahariene.

## Răspândirea geografică
Silvia cu cap negru cuibărește în aproape toată Europa și în Asia vestică, limita estică a speciei fiind aproape de granița Mongoliei. Este o specie migratoare în zonele reci din centrul și nordul Europei și sedentară în partea vestică și sudică a continentului european. Specia este prezentă și totodată sedentară în nordul Africii și în câteva insule apropiate. Exemplarele migratoare iernează în zona Mării Mediterane și în nordul, vestul și estul Africii. 
Este o specie indigenă în: Albania, Algeria, Andorra, Arabia Saudită, Armenia, Austria, Azerbaidjan, Bahrain, Bielorusia, Belgia, Bosnia si Herțegovina, Bulgaria, Burkina Faso, Burundi, Capul Verde, Coasta de Fildeș, Congo, Croația, Cipru, Republica Cehă, Danemarca, Djibouti, Egipt, Elveția, Emiratele Arabe Unite, Eritreea, Estonia, Etiopia, Insulele Feroe, Finlanda, Franța, Gambia, Georgia, Germania, Ghana, Gibraltar, Grecia, Guineea, Guineea-Bissau, Iordania, Iran, Irak, Irlanda, Israel, Islanda, Italia, Kazahstan, Kenya, Kuweit, Letonia, Liban, Liberia, Libia, Liechtenstein, Lituania, Luxemburg, Macedonia, Malawi, Mali, Malta, Marea Britanie, Mauritania, Moldova, Muntenegru, Maroc, Niger, Nigeria, Norvegia, Olanda, Oman, Palestina, Polonia, Portugalia, Qatar, România, Federația Rusă (partea asiatică centrală și partea europeană), Senegal, Serbia, Sierra Leone, Slovacia, Slovenia, Somalia, Sudanul de Sud, Spania (și Insulele Canare), Sudan, Suedia, Siria, Tanzania, Tunisia, Turcia, Ucraina, Uganda, Ungaria, Uzbekistan, Yemen, Zambia.
Apariții accidentale au fost semnalate în: Africa de Sud, Benin, Camerun, Ciad, Groenlanda, Mongolia, Rwanda, Seișele, Svalbard și Jan Mayen, Zimbabwe.

## Descrierea

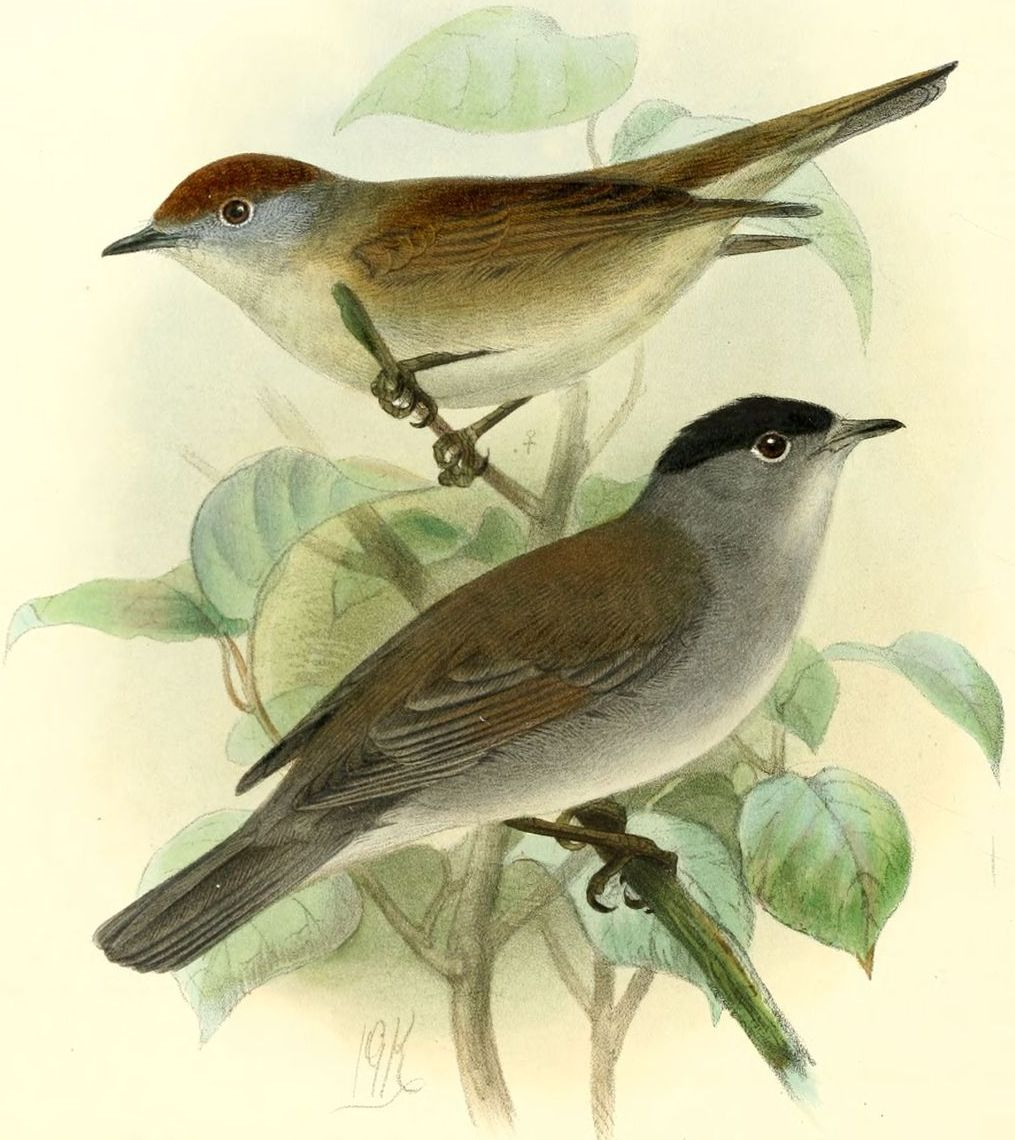
Silvia cu cap negru, sus femela, jos masculul, după H. E. Dresser, 1881.

Este o silviidă de talie medie, lungimea corpului 14 cm; greutatea 8,5-31 g. Are coadă moderat alungită și pătrată la vârf și aripi ascuțite și lungi.
Masculul subspeciei nominate are o calotă neagră distinctivă, contrastantă cu restul palid-cenușiu al capului și cefei; părțile superioare cenușiu-brunii cu o nuanță măslinie. Remigele și tectrice supraalare de la cenușiu-negricioase până la brun-cenușii, cu marginile palide de culoare cenușiu-măslinie, alula cenușiu-negricioasă cu o nuanță măslinie, cu margini foarte înguste brun-gălbui măslinii difuz. Coada de culoare închisă cenușiu-brunie, rectricele cu marginile înguste de culoare cenușiu-măslinie vagă. Gâtul, abdomenul și regiunea anală de culoare deschisă cenușiu-albicioasă, care se contopește cu pieptul mai închis și flancurile brun-gălbui-cenușii; tectricele subcodale cenușiu-măslinii cu marginile late albicioase. Irisul de culoare închisă de la brun-roșcat până la brun-cenușiu, inelul orbital cenușiu închis, inelul ocular alb pe jumătatea inferioară și negru sau alb-negru deasupra. Ciocul cu culmenul și vârful negricios, iar cele trei pătrimi bazale ale mandibulei inferioare și marginea tăioasă a mandibulei superioare sunt cenușiu-albăstrui. Picioarele cenușii.
Femela asemănătoare cu masculul, însă are calota brun-roșcată, părțile superioare cu o nuanță mai abundent măsliniu-brunie (mai puțin cenușiu curat), mai vie pe partea inferioară, mai ales pe laturi, inelul ocular de la brun-roșcat până la alb pe jumătatea superioară și alb pe jumătatea inferioară.
În insulele atlantice se întâlnește o morfă parțial melanică, excepțional în Europa continentală. Masculul adult al morfei melanice de obicei are capul, gâtul și pieptul negricioase, părțile superioare întunecate, brun-măslinii, și părțile inferioare brun-ruginii; femela adultă asemănătoare cu femela nemelanică, dar este mai brun-măsliniu întunecată.
Juvenilul seamănă cu femela, dar are părțile superioare mai brun deschise, calota mai puțin contrastantă, brun-roșcată, și părțile inferioare mai vii, remigele și tectricele alare în general mai brune cu marginile mai brun-roșcate, irisul cenușiu închis, inelul ocular de obicei albicios. 
Subadultul în prima iarnă asemănător cu adultul respectiv, dar părțile golașe (ciocul, picioarele, ochii) sunt de obicei asemănătoare cu cele ale juvenilului și are remigele nenăpârlite.
Subspecia dammholzi este puțin mai palidă și mai cenușie decât cea nominată. Subspecia pauluccii este, de asemenea, mai palidă și mai cenușie decât cea nominată, dar mai cenușiu întunecată dedesubt. Subspecia heineken este în general mai întunecată decât cea nominată, femela cu o ușoară nuanță brun-roșcată deasupra. Subspecia gularis este asemănătoare cu heineken, dar părțile superioare sunt mai cenușii, aripile mai scurte și mai rotunjite.

## Glasul
Cântă din interiorul tufișurilor sau desișurilor de copaci, de obicei de la 4,5-13 m deasupra solului, uneori și în zborul nupțial nestereotipat.  Cântecul constă dintr-un tril melodios, variat și destul de lung (durată medie de circa 4 secunde), care de obicei începe cu note mai ciripitoare, stridente și este urmat de un final clar, flautin și mai stereotipat, de ex. un " tooru rero rara rero"; cântecul poate să amintească de cel al silviei de zăvoi (Sylvia borin), dar este mult mai variat și are un final caracteristic flautin. Un cântec deosebit, auzit doar în anumite părți ale arealului, constă dintr-o serie scurtă repetată de 2 note care diferă în înălțime a tonului și formă (așa-numitul "cântec Leier").
Strigătul de contact obișnuit este un "tak" metalic tare, când este alarmată este emis într-o serie nervoase și adesea combinată cu un "dzaaak" nazal aspru, de ex. "tak-tak-tak-dzaaak".

## Habitatul
Cuibărește în aproape orice fel de zonă împădurită. Preferă pădurile de foioase și pădurile mixte, bătrâne sau mai deschise și cu subarboret dens. Cuibărește și în pădurile riverane, parcuri și grădini cu copaci, plantații de pomi fructiferi, livezi și păduri veșnic verzi, de ex. păduri de pin (Pinus) și molid (Picea); de asemenea, în păduri de dafin (Laurus) tipice pentru insulele estice din Oceanul Atlantic. De la nivelul mării până la limită superioară a pădurilor; până la circa 1800 m în Insulele Capului Verde, 1600-2000 m în Alpi, 2000-2200 m în Pirinei și până la 2000 m în Caucaz.
În timpul iernii este legată mai mult de zonele acoperite cu tufișuri bogate în boabe și alte fructe, de ex. machia și garigă, crânguri de măslini, grădini urbane și plantații de palmier; în Africa este găsită într-o gamă variată de habitate, de la savana de șes bogată în pomi fructiferi până la mangrove, în ținuturi păduroase riverane și tufișuri de arbuști și păduri montane; disponibilitatea fructelor influențează variația sezonieră a ocupării habitatului.

## Hrana

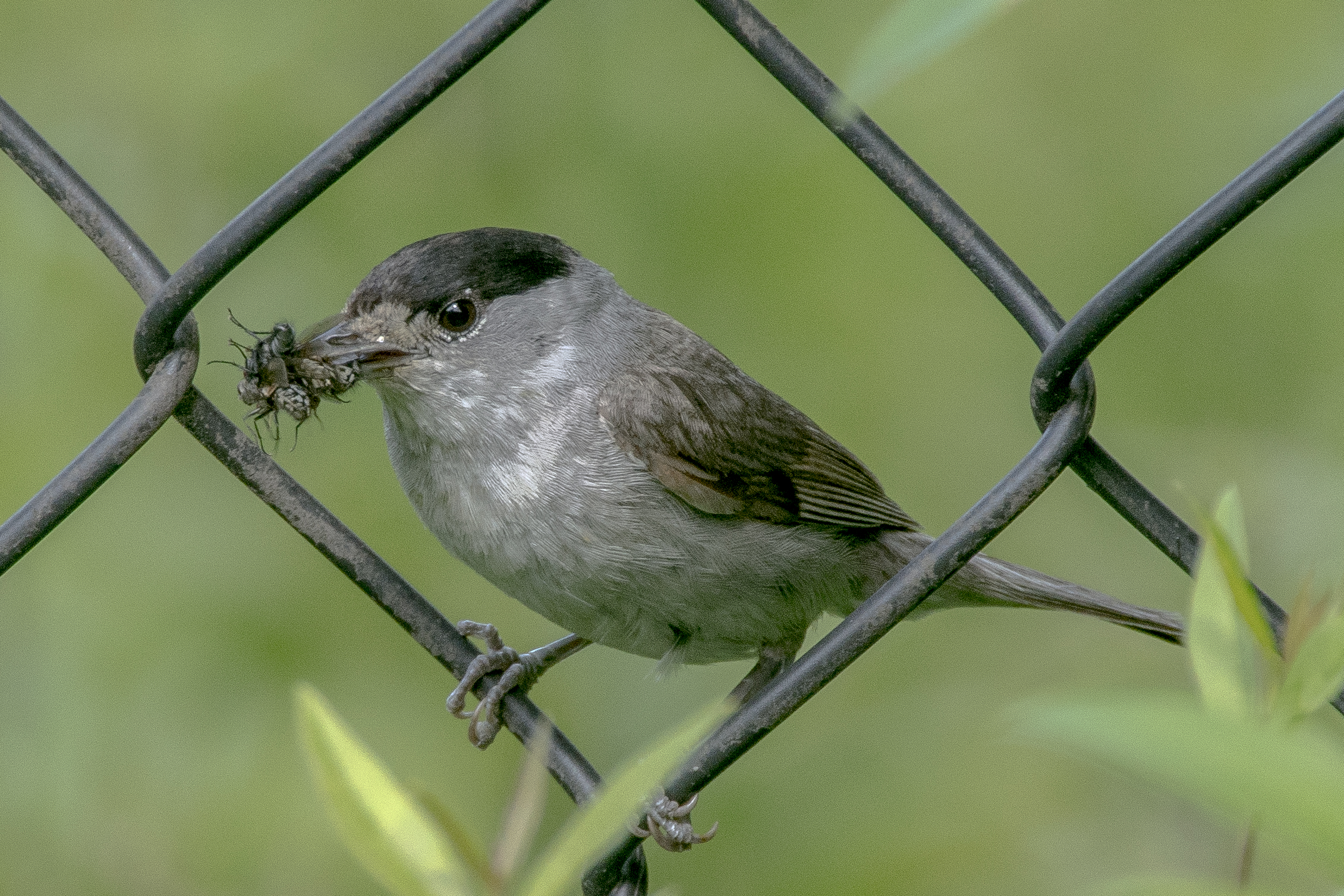
Silvia cu cap negru cu o insectă prinsă, în Polonia

Este în principal insectivoră în timpul sezonului de reproducere; în restul anului este în mare măsură frugivoră.
Printre nevertebratele consumate se numără adulții și larvele celor mai multe insecte: de ex. efemeropterele (Ephemeroptera), zigopterele (Zygoptera), libelulele (Odonata), plecopterele (Plecoptera), lăcustele (Orthoptera), urechelnițele (Dermaptera), blatidele (Blattodea), hemipterele adulte și larvele lor (Hemiptera), tizanopterele (Thysanoptera), psocopterele (Psocoptera), neuropterele (Neuroptera), mecopterele (Mecoptera), trihopterele (Trichoptera), adulții și larvele de fluturi (Lepidoptera), dipterele (Diptera), himenopterele (Hymenoptera) și gândacii (Coleoptera). Consumă și un număr mare de alte artropode: căpușe (Acarina), pseudoscorpioni (Pseudoscorpiones), păianjeni (Araneae), opilionide (Opiliones), izopode (din familia Oniscidae), diplopode (Diplopoda), chilopode (Chilopoda), melci (Gastropoda) și râme (Oligochaeta).

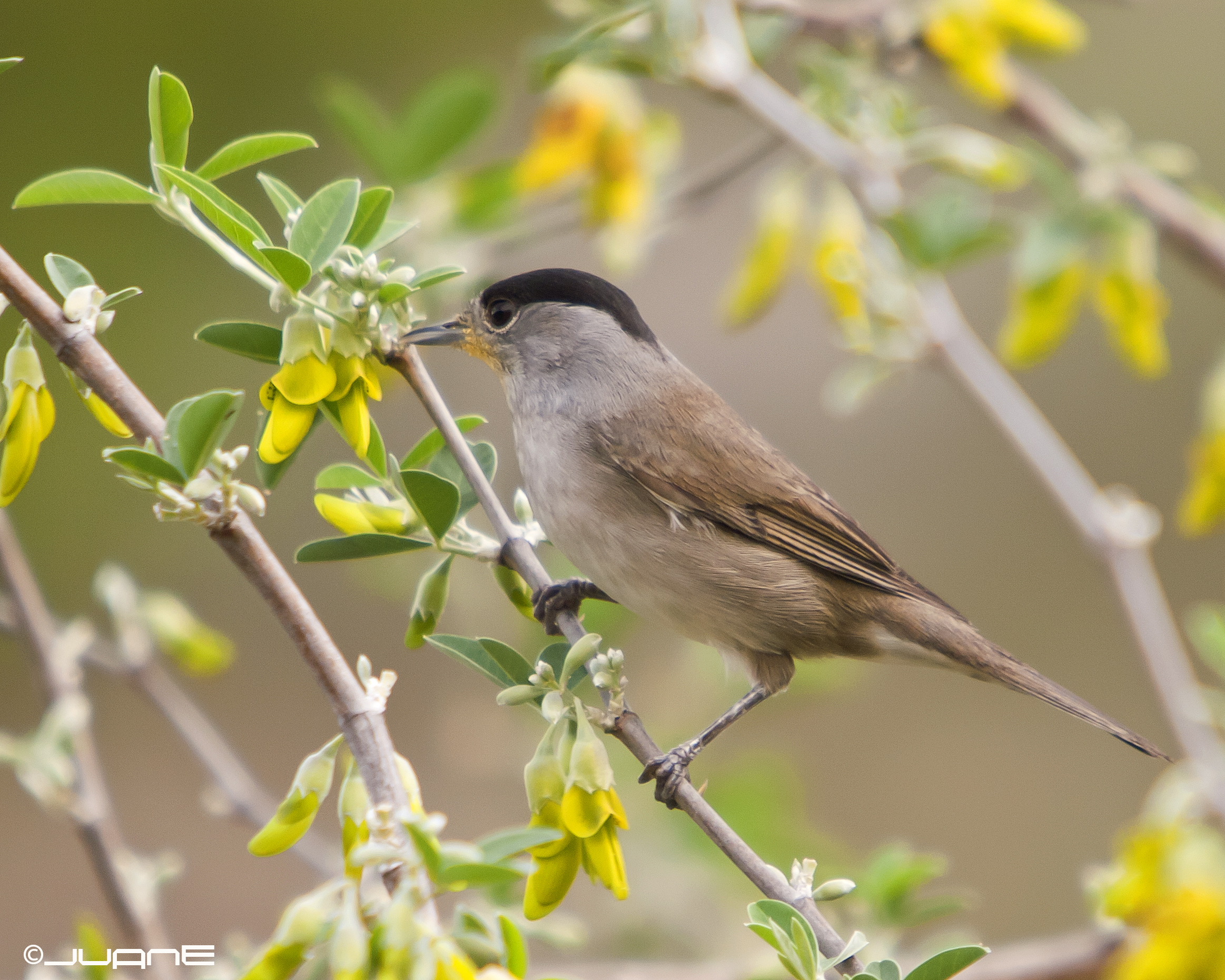
Un mascul (subspecia Sylvia atricapilla heineken) consumând nectar în Spania

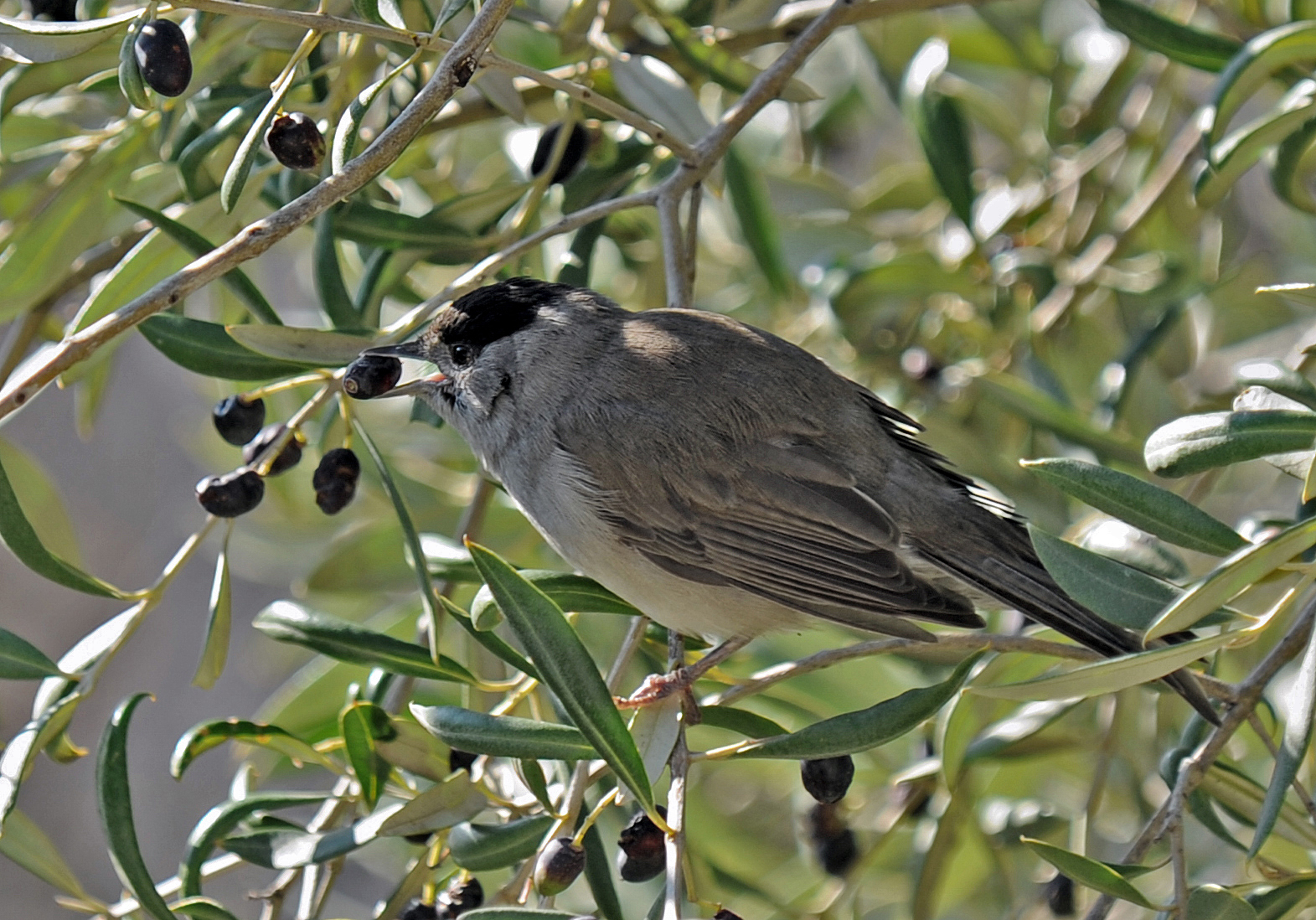
Un mascul consumând măsline în decembrie în Franţa

Fructele consumate în centrul Europei includ cele din genurile Sambucus (soc), Lonicera (caprifoi), Prunus (prun), Viscum (vâsc), Hedera (iederă), Cornus (corn), Rhamnus (verigariu, crușin), Taxus (tisă) și Hippophae (cătină albă); în regiunea mediteraneeană consumă fructele plantelor din genurile Olea (măslin), Rhamnus, Ficus (ficus, smochin), Pistacea (fistic), Rubus (rug, mur, zmeur) și Hedera; în vestul Africii consumă cele din genurile Balanites (curmal de deșert), Ziziphus (zizif, jujubă) și Salvadora (muștarul biblic). Consumă și curmale (Phoenix dactylifera), semințe și, mai ales primăvara, polen și nectar, fiind o specie importantă care polenizează anagira fetidă (Anagyris foetida) în sud-vestul Spaniei. În regiunile mediteraneene, măslinele sunt o hrană importantă în timpul iernii; în acest sezon se hrănește și cu fructe de curmale japoneze (Diospyros kaki) în livezi.
Înghite fructele mici întregi, dar numai ciugulește pulpa celor mai mari, de ex., cele de ficus (Ficus) și de măsline cultivate. Fructele sunt consumate în special la sfârșitul verii, toamna și iarna, dar uneori în perioada de vârf a perioadei de reproducere și la începutul primăverii. Proporția nevegativă în hrana sa în afara sezonului de reproducere este puțin cunoscută, dar afidele (ca și consumul de fructe) au un rol important în îngrășarea premigratorie de toamnă.
Caută hrana mai ales la înălțimi medii și mari în copaci și arbori, culegând-o de pe frunze și rămurele; uneori prinde insectele care zboară. Rareori, coboară pe pământ pentru a se hrăni cu fructe căzute. În timpul iernii frecventează platformele hrănitoare pentru păsări, mai ales în timpul valurilor de frig.

## Reproducerea

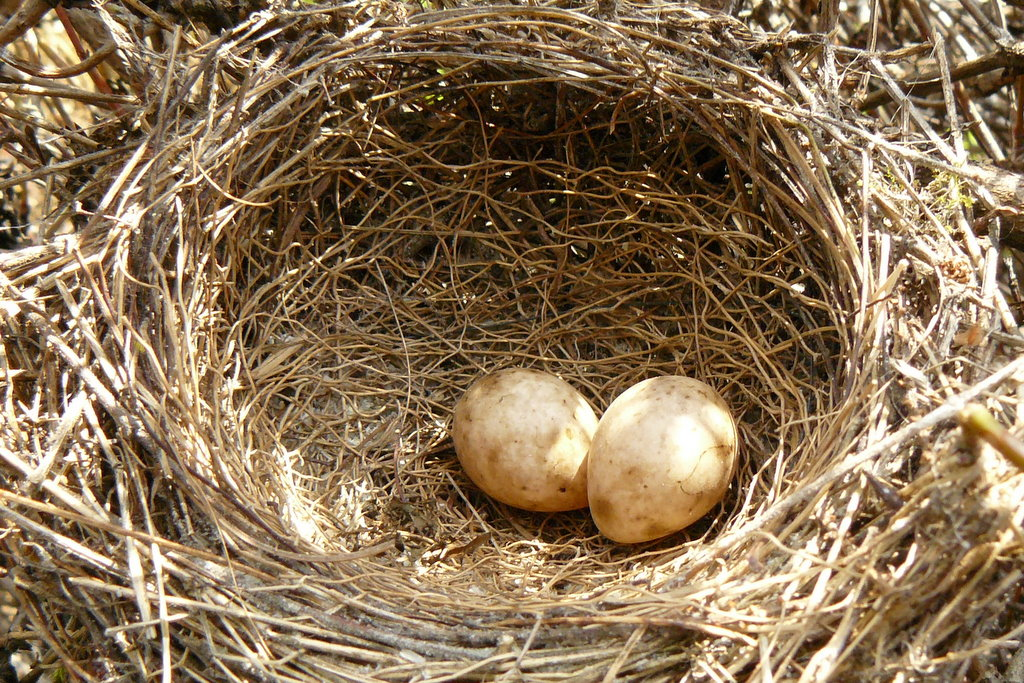
Ouăle depuse în cuib. Cuibul are forma unei cupe.

Este o specie teritorială, monogamă; rareori bigamă sau solitară în perioada incubației și creșterii puilor.
Reproducerea are loc în special de la mijlocul lui aprilie până în august în cea mai mare parte a arealului (o înregistrare a puilor în cuib în septembrie în Corsica). În Insulele Capului Verde sunt doua sezoane principale de reproducere, primul de la sfârșitul lui august până la sfârșitul lui noiembrie și al doilea (mai puțin însemnat) de la mijlocul lui ianuarie până la sfârșitul lui martie. În unele părți ale centrului și sudului Europei cel puțin 5-25% din perechile cuibăritoare depun două ponte pe an,  iar în Insulele Capului Verde depun de obicei două ponte în fiecare an (una primăvara, a doua toamna).
Masculul construiește câteva "cuiburi masculine" foarte rudimentare în 1-2 zile; unul dintre aceste cuiburi sau unul complet nou este folosit ulterior pentru depunerea pontei, ambele sexe finisând construcția lui în 2-5 zile. Cuibul are forma unei cupe fin structurată cu pereții și fundul destul de subțiri, făcuți din graminee uscate, ierburi și niște rămurelele și rădăcini mici, căptușite cu iarbă mai fină, păr și rădăcini fine. El este amplasat în general jos în vegetația pădurilor de foioase, în special în frunzișul dens al arbuștilor sau tufărișurilor (de exemplu cel al murului) sau în ramurile copacilor mici, dar și în vegetația erbacee înaltă (de ex., în tufărișurile dense de ferigi), de obicei la mai puțin de 2 m (în medie 1 m), dar și până la circa 8 m deasupra solului.

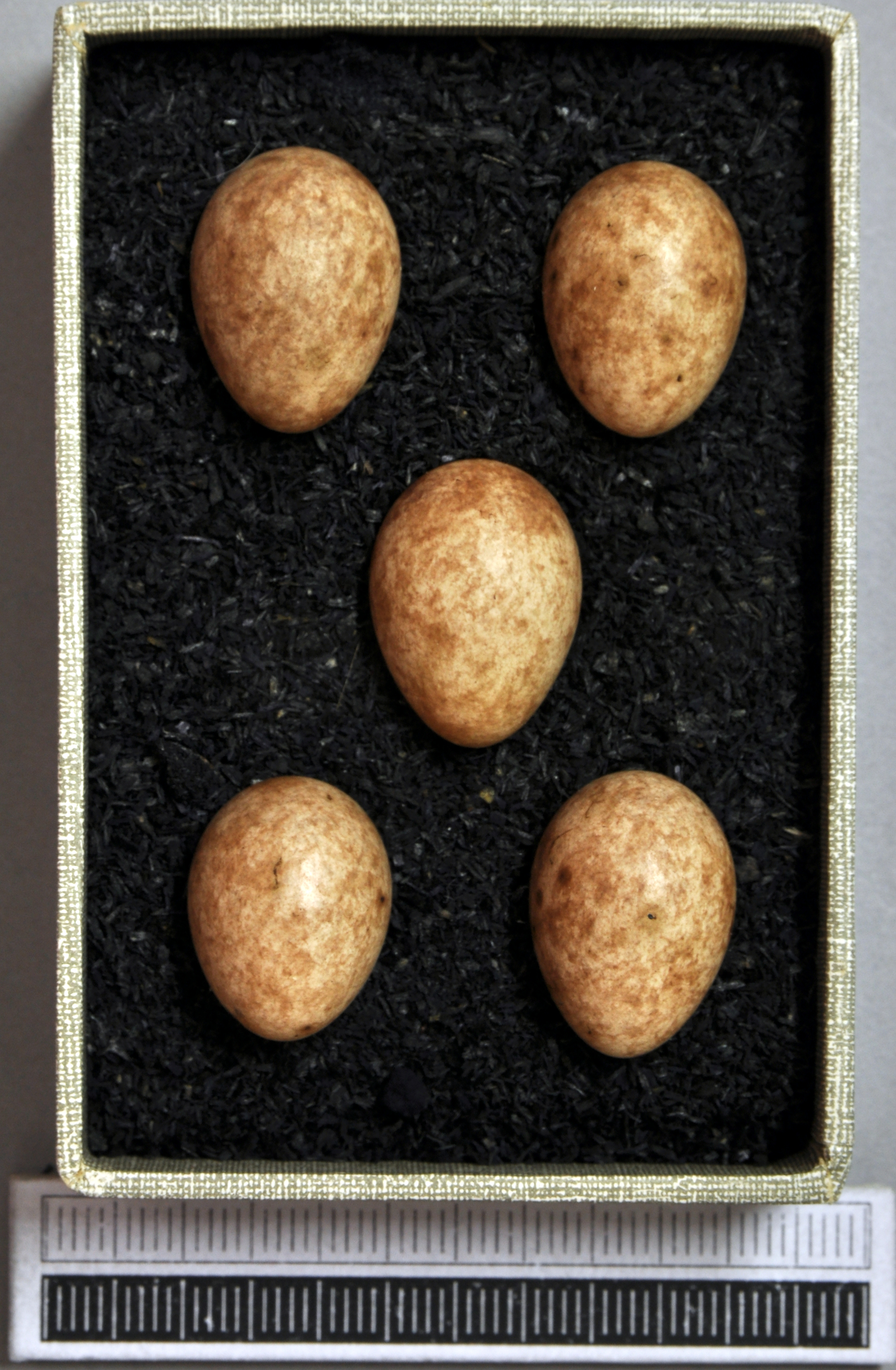
Ouăle. Colecţia Muzeului Wiesbaden, Germania

Ponta constă din 2-7 ouă, de obicei 4-6, variind cu latitudinea (în medie 3,5-3,9 în Insulele Capului Verde și Insulele Canare, 4,6-4,8 în nordul și estul arealului), dar și cu altitudinea, habitatul și sezonul  (de ex. mărimea medie a pontei scade până la 4 ouă în iunie). Incubația este asigurată de către ambii părinți, de obicei începând cu penultimul ou depus, și durează 10-16 zile (în medie 11-12 zile). Ambii părinți au grijă și de pui, puii rămân în cuib 10-15 zile (în medie 11-12 zile). Într-un studiu experimental, creșterea intensității roșeții gurii a unui pui din cuib a dus, surprinzător, la hrănirea redusă a lui de către părinți, dar înroșirea artificială a gurii la toți puii nu a avut niciun efect asupra aprovizionării parentale a puilor cu hrană, ceea ce sugerează că acești părinți folosesc semne diferite pentru hrănirea unui anumit pui față de cele folosite pentru hrănirea tuturor puilor din aceiași pontă. Puii încep să se hrănească singuri la 12-14 zile,  după ce părăsesc cuibul ei sunt îngrijiți de adulți încă 2-3 săptămâni.

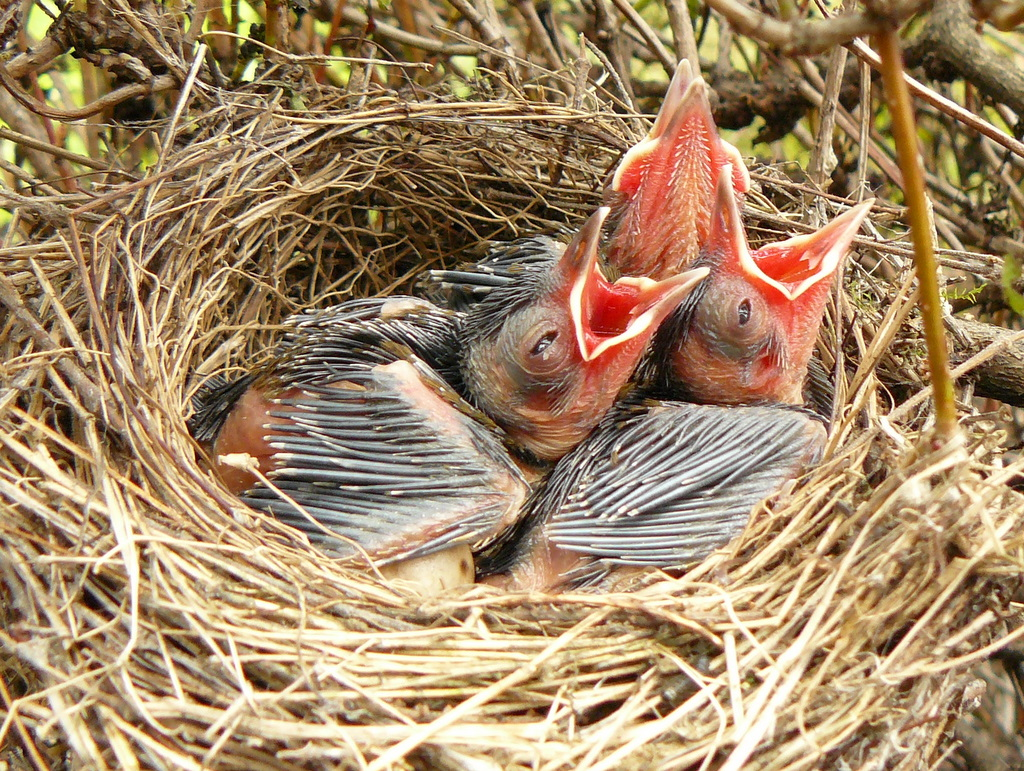
Puii nidicoli cerând hrană, se vede roşeaţa gurii

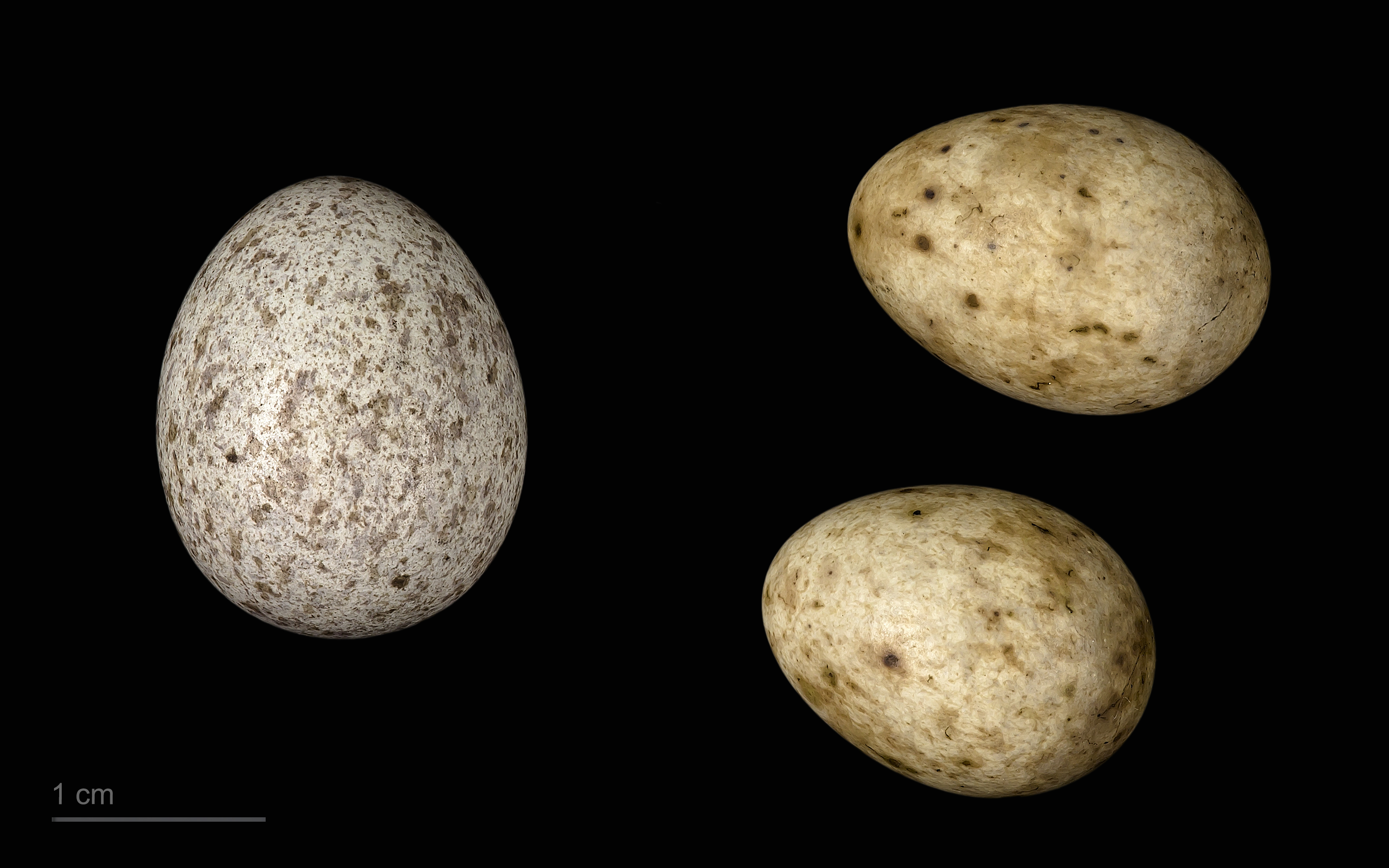
Cuculus canorus bangsi într-un cuib de Sylvia atricapilla - MHNT

Într-un studiu amplu din Marea Britanie (pe 2484 ouă), succesul reproducerii a fost de 60,4% (pui eclozați 75,6%, pui capabili să zboare 79,9%), 55,4% din pierderile cuibăririlor nereușite se datorează răpitorilor, iar 35,5% din cauza abandonării cuibului; din 96 de ouă depuse în Toscana (Italia), succesul reproductiv a fost de 46% (pui eclozați 65%, pui zburători 71%); în sud-estul Germaniei 51,9% din ponte au dat cel puțin un pui capabil să zboare, în Toscana 64% și în Marea Britanie 62%. În Republica Cehă, densitățile plantațiilor de salcâm introdus (Robinia pseudoacacia) este dublu celor din pădurile naturale din luncile inundabile, dar succesul cuibăritului este semnificativ mai slab (15,5% față de 59%).
Cel mai bătrân individ înregistrat în sălbăticie avea 11,5 ani, iar în captivitate 15 ani.
Rata mortalității anuale în centrul și sudul Europei este de 54% -61% pentru adulți și 68% în primii ani de viață. Cauzele mortalității indivizilor inelați din nord-vestul Europei sunt animale de pradă indigene - 25%, omul în mod accidental - 35%, omul în mod deliberat - 33%, alte cauze - 7%.

## Deplasări sezoniere
De obicei sedentară în insulele atlantice și mediteraneene. Parțial migratoare în ținuturile mediteraneene și în zonele din vestul Europei și migratoare pe distanțe lungi (până la circa 6000 km) în nordul și estul arealului.
Se deplasează solitar sau în cârduri mici sau în grupuri necompacte, parcurgând până la 200-240 km pe noapte, rareori până la 1000 km în timpul trecerii deasupra mării.
Populațiile migratoare care cuibăresc în vestul Germaniei, se îndreaptă toamna către sud-vest spre cartierele de iernat din vestul Mediteranei și spre vestul Africii subsahariene, în timp ce cele din estul Germaniei migrează spre sud-estul Europei și estul Africii; în jurul acestei rute migratoare din centrul Europei, proporția păsărilor care migrează spre vest, nord-vest și chiar spre nord a crescut constant începând cu anii 1960, provocând o creștere paralelă a numărului populațiilor care iernează în țările din Benelux (Belgia, Olanda și Luxemburg), Marea Britanie și sudul Scandinaviei (astfel de modificări ale comportamentului migrator determinat genetic reflectă capacitatea populațiilor central-europene să sufere schimbări evoluționare destul de rapide în obiceiurile migratoare; un efect sinergic al creșterii disponibilității resurselor alimentare, sub formă de hrănitoare pentru păsări în grădini, asociată cu ameliorarea climatică, ar putea contribui la succesul populației noi care iernează în Marea Britanie).
Părăsesc locurile de cuibărit din august. Pasajul prin Europa Centrală are loc mai ales de la sfârșitul lui august până la sfârșitul lui septembrie, scăzând în octombrie. În vestul zonei mediteraneene pleacă din septembrie-noiembrie, în special de la sfârșitul lui septembrie, până la sfârșitul lui octombrie (de ex. în sudul Franței, nordul Italiei) sau din octombrie până la începutul lui noiembrie (de ex. în Spania, insulele mediteraneene), cu pasajul de vârf în a doua jumătate a lui octombrie. Unele studii sugerează că pasajul de toamnă prin centrul Europei are loc puțin mai târziu în ultimele decenii. Pasajul prin sud-estul Europei și Levant are loc din august până în noiembrie (mai ales în septembrie-octombrie), cu vârful la mijlocul lui septembrie în Turcia și de la sfârșitul lui septembrie până în octombrie în Cipru.
Păsările care iernează ajung în vestul Europei și în regiunea mediteraneană în octombrie-noiembrie (în principal de la sfârșitul lui octombrie până în noiembrie), în nord-vestul Africii în special începând cu ianuarie, și în vestul și estul Africii subsahariene de la mijlocul lui octombrie sau începutul lui noiembrie. Este foarte nomadă în afara sezonului de reproducere datorită variațiilor sezoniere și geografice ale disponibilității hranei (mai ales a bobițelor) și condițiilor meteorologice. În Spania fidelitatea față de locurile de iernare este mai mare în sud.
Plecarea din cartierele de iernat din nordul Saharei începe în februarie și se termină până la începutul lui aprilie. Zonele subsahariene sunt părăsite în martie-aprilie, cu cazuri rare de tărăgănare până în iunie (de ex., în Senegal). Migrația de primăvară are loc prin nordul Africii și Levant în special de la sfârșitul lui februarie până în mai (cu vârful în jumătatea lui martie și aprilie), în sudul Europei în februarie-mai, dar mai ales în martie-aprilie (cu vârful  de la mijlocul lui martie până la mijlocul lui aprilie).
Sosesc în locurile de cuibărit de la mijlocul lui februarie până în mai. Primele apariții în Elveția au loc de obicei de la jumătatea lui martie (rareori de la jumătatea lui februarie), în Marea Britanie în special de la sfârșitul lui aprilie până la începutul lui mai, în Danemarca în aprilie, în Suedia și Finlanda nu mai devreme de începutul lui mai sau mijlocul lui mai. În ultimele decenii primele sosiri au loc cu câteva zile mai devreme decât în anii precedenți; cei care își petrec iarna în Marea Britanie se întorc mai devreme în Europa Centrală decât cei care sosesc din regiunea mediteraneeană.
Fidelitatea față de locurile de cuibărit este foarte mare; într-un studiu german detaliat, până la 41% din adulți s-au întors în zonele natale și până la 7% din păsările de doi ani cuibăresc în apropierea locului natal.
Apariții accidentale au loc în vestul Chinei și Mongolia.

## Statutul și conservarea
Specia nu este amenințată la nivel global (LC - neamenințată cu dispariția). Comună sau foarte comună în cea mai mare parte a arealului.
În Europa este una dintre cele mai numeroase specii de păsări, cu un total estimat de BirdLife International în 2015 de 40.500.000-64.500.000 de perechi cuibăritoare, ceea ce echivalează cu 81.000.000-129.000.000 de indivizi maturi. Europa constituie circa 80% din arealul global, astfel că o estimare destul de preliminară a mărimii populației globale este de 101.000.000-161.000.000 de indivizi maturi, deși este necesară validarea ulterioară a acestei estimări. Densitățile din teritoriile de reproducere în habitatele adecvate este de 2-8 perechi/10 ha, cu maximul de 15-19 perechi/10 ha în habitatele optimale din Germania și Elveția.
În ultimele decenii și-a extins arealul spre nord dar și a crescut în număr în mai multe regiuni, în special în Marea Britanie și, în mai mică măsură, în alte regiuni din centrul și nordul Europei. Această tendință pozitivă se datorează probabil, în mare măsură, împăduririi și extinderii zonelor acoperite cu tufișuri legate de declinul pășunatului bovinelor și cu alte modificări ale utilizării pădurilor, probabil și de o supraviețuire mai ridicată în timpul iernii (de ex., ca consecință a cultivării extinse în regiunea mediteraneeană). 

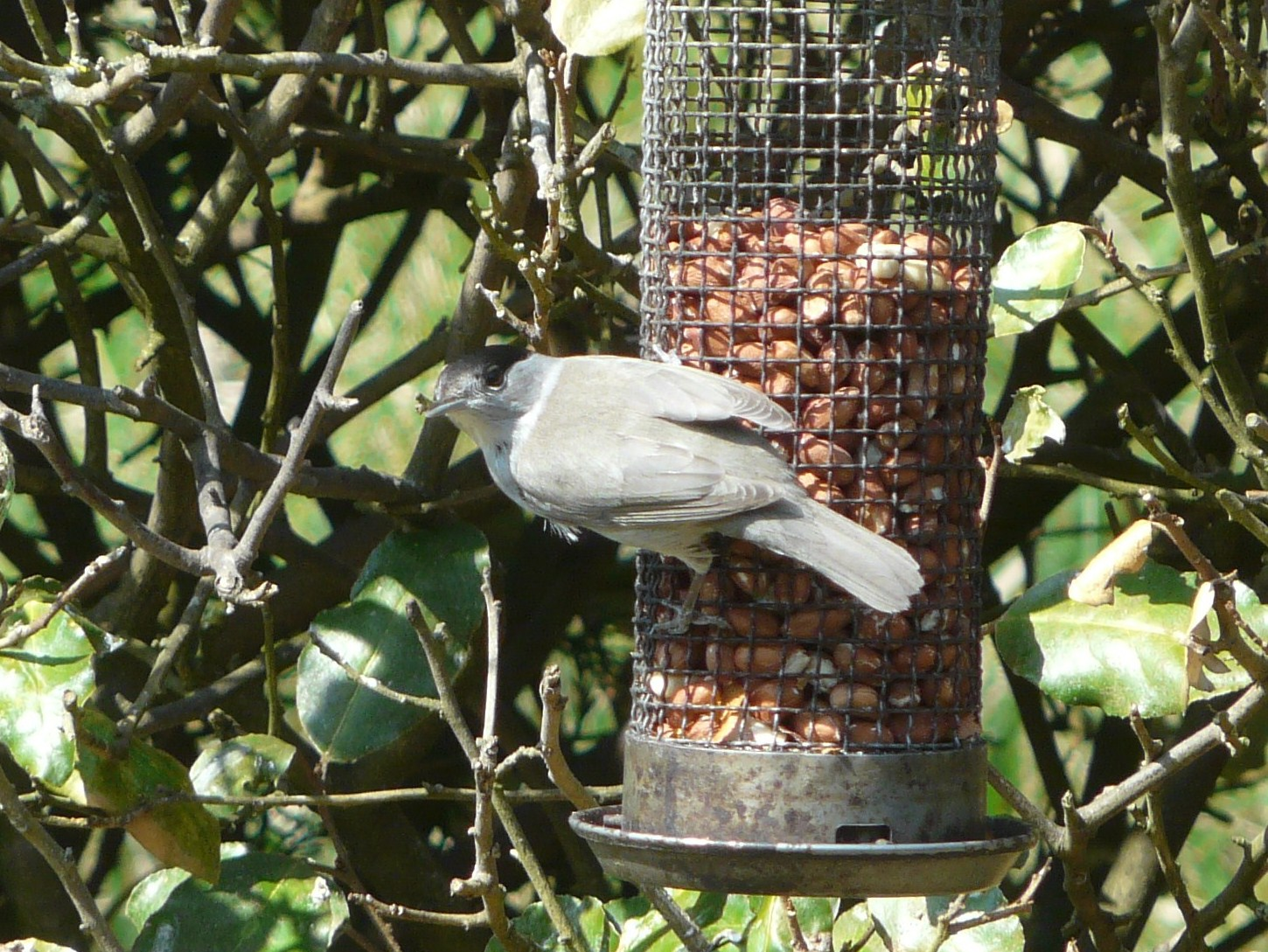
Silvia cu cap negru vizitând o hrănitoare

În cartierele de iernat este mai rar întâlnită, dar comună în unele locuri din vestul Africii subsahariene, mai comună în estul Africii, unde este larg răspândită și obișnuită (de ex., în Kenya, Tanzania) sau foarte comună (de ex. în munții din sudul Sudanului). Numărul indivizilor care iernează în regiunea mediteraneană este foarte mari, depășind în mod evident cel al populațiilor locale. Este una dintre cele mai frecvente specii care iernează în regiunile arbustive și plantațiile de măslini din ținuturile mediteraneene; în Spania, în anii favorabili densitatea ajunge până la 169 de păsări/10 ha într-un studiu din Sevilla. Densitățile în cartierele de iernat fluctuează considerabil, atât în timpul iernii, cât și între ierni, în principal din cauza variațiilor vremii și disponibilității hranei. În ultimele decenii proporția celor care iernează în centrul și nordul Europei a crescut considerabil, în special în zonele urbane și suburbane, de ex. în parcuri și grădini, pe măsură ce specia s-a adaptat să viziteze hrănitoarele și platformele-hrănitoare.
Într-un studiu experimental din estul Angliei, s-a concluzionat că consumul vegetației de către cervide (Cervidae) în pădurile tinere poate modifica în sens negativ calitatea habitatelor pentru speciile dependente de subarboret, inclusiv și pentru această silvie, cu consecințe potențiale asupra bunăstării individuale și productivității populației (pe lângă efectele mai vădite asupra densității populației).